# Kamp De Wittebrink
Kamp De Wittebrink was een werkkamp dat in 1937 in de Gelderse buurtschap Wittebrink, nabij Hummelo, werd gesticht. In de Tweede Wereldoorlog werd het een Joods dwangarbeiderskamp. Na de bevrijding werden er collaborateurs en Duitse krijgsgevangenen opgesloten.

## Rijkswerkkamp
Het Rijkswerkkamp De Wittebrink werd in 1937 in gebruik genomen in het kader van de werkverschaffing tijdens de crisis van de jaren 30. Daartoe werden door de Rijksgebouwendienst op het landgoed Enghuizen barakken gebouwd voor maximaal 120 bewoners, een beheerdersbarak, een kantine en wat schamele voorzieningen. De hier gehuisveste werklozen uit West-Nederland werden onder leiding van de Heidemij tewerkgesteld bij het ontginnen van delen van de heide.
In augustus 1942 werden de werklozen heengezonden om plaats te maken voor Joodse dwangarbeiders, die begin oktober werden weggevoerd naar Kamp Westerbork en van daaruit naar de vernietigingskampen. Een aantal bronnen meldt een kort verblijf door een groep NSB-Joden, maar dit is niet met zekerheid vast te stellen.

## Na de bevrijding
Na de bevrijding werden in het kamp voormalige NSB'ers en SS'ers geïnterneerd. Ook sloten de geallieerden er Duitse krijgsgevangenen op. Hierna stond het kamp leeg tot 1954, toen een lokale ondernemer het voor industriële productie in gebruik nam. Deze verliet het kamp in 1956. De barakken werden gesloopt, op de beheerdersbarak na, die sindsdien in gebruik is als woning.
De gemeente Bronckhorst stelde in 2014 1000 euro ter beschikking om een gedenkbord bij het voormalige kamp te plaatsen.
Arriën ·
Balderhaar ·
Beugelen ·
Bruinhorst ·
Conrad ·
De Beetse ·
De Bruine Enk ·
De Wite Peal ·
De Wittebrink  ·
Het Wijde Gat ·
Hooghalen ·
Hooghalen (Heidelager) ·
Kremboong ·
Molengoot ·
Overbroek ·
Schut ·
Twilhaar ·
Vledder
Arriën ·
Balderhaar ·
Beugelen ·
Bruinhorst ·
Conrad ·
De Beetse ·
De Bruine Enk ·
De Wite Peal ·
De Wittebrink  ·
Het Wijde Gat ·
It Petgat ·
Kremboong ·
Lievelde · Molengoot ·
Oranje ·
Overbroek ·
Schut ·
Twilhaar ·
Vledder ·
Ybenheer · De Zomp